# Foglietta
Foglietta war ein italienisches Volumenmaß im römischen Kirchenstaat und gehörte zu den kleinen Weinmaßen. Es war das Gläschen.
- Bologna
  - 1 Foglietta = 15,5 Pariser Kubikzoll = 0,3 Liter
  - 4 Foglietta = 1 Boccale
  - 60 Foglietta = 1 Quartarole
  - 240 Foglietta = 1 Corba
  - 1152 Foglietta = 1 Botta
- Rom
  - 1 Foglietta = 4 Cartocci = 18 Pariser Kubikzoll = 7/20 Liter
  - 4 Foglietta = 1 Boccale
  - 128 Foglietta = 1 Barillo